# Armoy
Armoy är en kommun i departementet Haute-Savoie i regionen Auvergne-Rhône-Alpes i sydöstra Frankrike. Kommunen ligger i kantonen Thonon-les-Bains-Est som tillhör arrondissementet Thonon-les-Bains. År 2022 hade Armoy 1 501 invånare.

## Befolkningsutveckling
Antalet invånare i kommunen Armoy
| Referens: INSEE |